# Homme de la rue
L’homme de la rue ou femme de la rue est un terme servant à désigner une hypothétique personne de profil moyen représentant la société dans laquelle elle vit.
Surtout mentionnée dans les articles de journaux, cette personne n'a aucune définition précise, encore moins scientifique. C'est justement cette imprécision qui rend son utilisation si attrayante par les journalistes.

## Usage dans les pays francophones
L'homme de la rue ou femme de la rue est désigné ou précisé de différentes façons selon les pays :

### Belgique
- Monsieur Dupont : synonyme
- Madame Dupont : synonyme pour une femme
- Meneer Janssens : synonyme (Belgique néerlandophone)
- Jan met de pet : synonyme (Belgique néerlandophone)

### Canada
- « Monsieur Tout-le-monde » : synonyme
- « Madame Tout-le-monde » : synonyme, pour une femme
- « Le commun des mortels » : synonyme
- « Monsieur Dupont » : synonyme
- "Madame Dupont" : synonyme pour une femme
- « 'ti Joe » : pour petit Joe chez les Acadiens
- « Joe Bleau » : synonyme
- « Madame Brossard de Brossard » : synonyme, pour une femme. Référence à Rock et Belles Oreilles.
- « Le Canadien-Français Moyen » : synonyme
- « Monsieur Tremblay » : synonyme. Tremblay est de loin le nom de famille le plus commun au Québec, explicant l'utilisation de cette expression.

### France

#### Synonymes
- « Monsieur Tout-le-monde » (qui donnera le titre d'un film de Jean Image)
- « Madame Tout-le-monde », au féminin
- « Monsieur Tartempion » ou « Tartempion »
- « Monsieur Michu » (plus récemment, même si l'on entend plus souvent « Madame Michu »)
- « Monsieur Untel » ou « Untel » / « Madame Untel » ou « Madame Unetelle » ou « Unetelle »
- « Citoyen Lambda » / « Citoyenne Lambda »
- « Le Français moyen »
- « Un quidam »
- « Un zig » ou « Un zigue » de l'argot « zigomar » (plutôt péjoratif)
- « Les vraies gens »
- « Un pékin » (« péquin ») ou « un pékin moyen » : synonyme issu du jargon militaire (« pékin » : civil, par opposition au militaire)
- « Le commun des mortels » : synonyme faisant référence à une mythologie où l'homme n'est pas un dieu immortel ni même un demi-dieu.

#### Variantes nuancées
- « Duchmol » ou « Monsieur Duchmol » : personne plutôt moins futée ou socialement moins respectable que l'homme de la rue
- « Madame Michu » : du sexe opposé à l'homme de la rue, elle se rencontre plutôt au foyer que dans la rue[1].
- « Monsieur X » : personne recherchée ou dont on cache volontairement l'identité.
- « La veuve de Carpentras » : un client représentatif de l'ensemble de la clientèle d'une banque à qui elle vend sans difficulté des produits financiers.

### Suisse
- « Madame Pahud »
- « Monsieur Duchmol »

## Usage dans les pays anglo-saxons

### Royaume-Uni
- Fred Bloggs
- Joe Bloggs
- Tommy Atkins (le nom que se sont donné les soldats britanniques lors de la Première Guerre mondiale)
- A.N. Other (de l'anglais another, qui signifie « un autre » c'est-à-dire « n'importe qui »).
- The (ordinary) man in the street
- The common man
- Jock Tamson en Écosse

### Canada
- Joe Public : synonyme
- Fred Bloggs
- Joe Bloggs
- Joe Blow
- John Smith
- John Doe : plus précisément, désigne à la morgue un homme dont l'identité n'est pas connue

### États-Unis
- Average Joe, Average Jane (pendant féminin). En termes de classe sociale, l'Américain moyen peut être décrit comme appartenant à la classe moyenne[2] ou à la classe ouvrière[3].
- Joe Public
- John Doe littéralement Monsieur tout-le-monde et Jane Doe pour une femme. Meet John Doe est un film de Frank Capra.
- John Q. Public ou Jane Q. Public
- Joe Six-pack ou  Jane Winecooler[réf. nécessaire] : personne aimant boire de l'alcool (le terme anglais six-pack renvoyant à un paquet de six canettes de bières, alors que winecooler est un cooler, boisson aromatisée au vin)
- John Q. Citizen ou Jane Q. Citizen : désigne un citoyen (citizen en anglais)
- John Q. Taxpayer ou Jane Q. Taxpayer : désigne un contribuable (taxpayer en anglais)
- Ann Yone[réf. nécessaire] : n'importe quelle femme (de l'anglais anyone, qui signifie « n'importe qui »).
- Joe Blow : un citoyen d'une classe sociale méprisée
- Joe the Plumber : à la suite des élections de 2009 aux États-Unis qui mirent lumière sur un certain plombier nommé Joe, Joe the Plumber est un symbole de l'Américain moyen
- Joe Schmoe : un citoyen d'une classe sociale méprisée (du yiddish schmo, qui signifie personne simplette; peut aussi venir de l'hébreu  sh'mo, qui signifie "quel-est-son-nom")
- Precious Doe
- Baby Doe
- J Random User
- Mary Major
- Richard Roe
- Joe Ordinary

Pour désigner une hypothétique famille représentant la société dans laquelle elle vit, les journalistes utilisent Mr. & Mrs. John Q. Public, Mr. & Mrs. John Q. Citizen ou Mr. & Mrs. John Q. Taxpayer.

### Australie
- Man on the Bondi tram (dans le contexte juridique de la Nouvelle-Galles du Sud uniquement)

## Usage dans les pays hispanophones

### En Argentine
- María Victoria Villareal[4] était le nom utilisé dans les spécimens de cartes nationales d'identité.
- Virgilio Portillo est un non-citoyen (un étranger), il apparaît généralement comme ayant la nationalité paraguayenne.
- Manuela Martínez ou Fernández[5]
- Juan Pérez est utilisé familièrement comme un nom complet masculin générique.
- Fulano, Mengano, Zutano, trois faux noms, étaient utilisés dans le passé pour « un type » : « Sur son chemin pour aller au travail, il a croisé Fulano [un type] et ils ont parlé pendant un moment ».

### En Colombie
- Pepito ou Pepita Pérez

### En Espagne
- Fulano, Mengano, Zutano
- Perico el de los palotes

### Au Mexique
- Fulano, Mengano, Zutano et Perengano sont des noms utilisés pour désigner quelqu'un lorsque son nom n'est pas connu ou n'est pas souhaité être cité[6],[7],[8],[9].

## Usage dans le monde chinois
- 小明 (pinyin : Xiǎomíng), un nom générique courant utilisé dans des situations éducatives ou comiques[10]
- 某某 (pinyin : Mǒumǒu), 某甲 (pinyin : Mǒujiǎ), 某乙 (pinyin : Mǒuyǐ), etc., équivalent à « Personne A, Personne B, etc. » ; 某 signifiant « un certain ». Les racines célestes sont souvent utilisées pour numéroter les personnes non spécifiées.

### Chine continentale
- 劉一 (pinyin : Líu Yī), 陳二 (Chén Èr), 張三 (Zhāng Sān), 李四 (Lǐ Sì), 王五 (Wáng Wǔ), 趙六 (Zhào Lìu), 孫七 (Sūn Qī), 周八(Zhōu Bā), 吳九 (Wǔ Jiǔ), 鄭十 (Zhèng Shí), tous suivant le schéma d'un nom de famille commun suivi d'un numéro
- 冬冬 (Dōngdōng), 妞妞 (Niǔniǔ), 妮妮 (Níní) pour les enfants[11],[12]

### Hong Kong
- 陳大文 (can4 daai6 man4) (homme) et 陳小美 (can4 siu2 mei5) (femme)
- 樂永晴 (lok6 wing5 cing4) ou Lok Wing Ching, le nom actuellement utilisé sur l'échantillon de carte d'identité[13]

### Taïwan
- 志明 (pinyin : Zhìmíng) (homme) et 春嬌 (pinyin : Chūnjiāo) (femme)

## Autres cultures

### En allemand
Otto Normalverbraucher (également Otto Normalbürger, ou Otto Normal pour faire court,) est une personne fictive ayant les besoins ou les caractéristiques moyennes de la population dans son ensemble. Dans les études de marché, le nom décrit le consommateur moyen.

#### En Autriche
- Hans Meier / Maier / Mayer[18]
- Herr und Frau Österreicher (« M. et Mme Autrichien »)[19]

#### En yiddish
- Chaim Yankel[20]

### En arabe
Fulān (masculin : فلان), Fulāna (féminin : فلانة), ou sous forme de nom complet : Fulān al-Fulani.

### Danemark
- Hr. og Fru Danmark (« M. ou Mme Danemark »)[23]
- Hr. og Fru Hakkebøf (« M. et Mme Steak Haché »)[24]

### Estonie
- Inimene tänavalt (« L'homme des rues »)[25],[26],[27]

### Finlande
- Matti Meikäläinen (« Notre Matti », masculin), Maija Meikäläinen (« Notre Maija », féminin)[28]

### Inde
- Aam Aadmi : signifie littéralement « personne ordinaire » en hindi
- Ashok Kumar a également été utilisé dans de nombreuses affaires judiciaires comme nom de substitution

### Irlande
- Tadhg an mhargaidh[29] : « Tadhg du marché »

### Italie
- Mario Rossi[30], un nom très commun
- Pinco Pallino[31], nom inventé
- Tal dei Tali[32], un nom inventé, littéralement « Celui-ci de ceux-là »
- Signor Nessuno[33], « Monsieur Personne »
- Tizio[34] Caio[35] e Sempronio[36] (origine latine)

### Japon
- Tarō Yamada (masculin)
- Hanako Yamada (féminin)

### Malaisie
Cik Kiah (« Mme Kiah »), un dérivé du nom Makcik Kiah (« tante Kiah »), un nom inventé par le Premier ministre Tan Sri Muhyiddin pour illustrer le Malaisien moyen : un vendeur de pisang goreng gagnant le revenu rural médian,,.

### Nigéria
Lagbaja, littéralement « quelqu’un » en langue yoruba.

### Norvège
Ola Nordmann (homme), Kari Nordmann (femme), des prénoms norvégiens courants et un nom de famille qui se traduit littéralement par « norvégien ».

### Pays-Bas
- Jan Modaal (« Jean Modal »), utilisé pour désigner les personnes ayant un revenu médian
- Henk en Ingrid, utilisé par l'homme politique Geert Wilders
- Jan met de pet (« Jean à la casquette »)

### Monde persan
- Folānī (فلانی) : mot emprunté à l'arabe, qui est utilisé en persan pour désigner à la fois les hommes et les femmes[40].
- Yarū (یارو) : principalement péjoratif, et fortement associé au dialecte de Téhéran. Est utilisé pour signifier « cette personne là-bas »[41].

### Philippines
- Juan dela Cruz (homme), María dela Cruz ou Juana dela Cruz (femme)

### Pologne
- Jan Kowalski (homme), Anna Kowalska (femme), le deuxième nom de famille polonais le plus courant.
- Pour une représentation plus large des Polonais moyens, « Kowalski » peut être regroupé avec d'autres noms de famille courants, tels que Nowak (le nom de famille polonais le plus courant), Malinowski ou Wiśniewski : « Imaginez nos voisins, les Kowalski ou les Nowak, qui gagnent 100 PLN de moins par mois que nous »[42].
- Iksiński est un nom de famille formé conformément aux règles de création des noms de famille polonais avec le suffixe commun -ski/-ska, mais la base de sa création était la lettre X (prononcée « iks » en polonais), qui est utilisée pour désigner des inconnues (par exemple dans les opérations mathématiques). Il est utilisé en particulier dans les situations où l'on veut souligner que la personne dont on parle n'est pas une personne en particulier ou que l'identité de cette personne ne peut être donnée[43],[44]. Lorsqu'on parle d'une autre personne de ce type dans une seule phrase, on peut utiliser le nom de famille Igrekowski[45], qui est lui dérivé de la lettre Y (prononcée en polonais comme « igrek »). Les deux noms de famille ont également des formes féminines, Iksińska et Igrekowska respectivement. Aucun citoyen polonais vivant ne porte ces noms de famille (en 2024)[46],[47],[48],[49].

### Portugal / Brésil
- Fulano, Sicrano, Beltrano[50]
- Zé Ninguém (« Jean Personne »)

### Roumanie
- Cutărescu[51]

### Russie
En Russie, des prénoms tels qu’Ivan et Piotr servent souvent de noms fictifs en raison de leur grande popularité. Leur utilisation en tant que substituts est particulièrement visible dans les anciens manuels scolaires russes, notamment dans les problèmes arithmétiques ou les phrases illustrant la grammaire.
Le nom de Vasya Poupkine est couramment utilisé pour désigner une personne moyenne ou inconnue dans le langage courant,.
Pour désigner un groupe de personnes ordinaires ou souligner le caractère aléatoire d’une sélection, il est courant de combiner trois noms de famille russes typiques dans une même expression : « Ivanov, Petrov ou Sidorov ». Ce phénomène est relativement récent et n’était pas courant au début du XXe siècle. Le nom Ivanov, dérivé du prénom russe le plus commun, sert de substitut pour une personne quelconque. Sous sa forme plurielle, « Ivanov », il peut également désigner un groupe de personnes. Une blague militaire illustre cette expression : le sergent demande aux recrues : « Vos noms de famille ! » – « Ivanov ! », « Petrov ! », « Sidorov ! » – « Vous êtes frères ? » – « Non, nous sommes homonymes, monsieur ! ».

### Serbie
Petar Petrović est le nom le plus souvent utilisé dans les exemples sur la façon de remplir des documents, des bulletins de versement, etc., aux côtés du nom de la rue Petra Petrovića et de la ville de Petrovac. Autres noms : Jovan Jovanović, Marko Marković, Lazar Lazarević, Ivan Ivanović,.

### Suède
- Svensson (nom de famille commun) ou Medelsvensson (« Svenson moyen »)[58],[59]

### Tchéquie
- Jan Novák, Jana Nováková ; le nom et le prénom tchèques les plus courants
- Otakar Všudybyl (« Ottokar Qui-a-été-partout »)[60] et Jana Zcestovalá (« Jeanne Qui-a-beaucoup-voyagé »)[61], utilisés sur des échantillons de cartes de voyage ou de cartes d'identité
- BFU (Běžný Franta Uživatel, « Frank l'usager basique »), signifiant « utilisateur sans cerveau »[62]

### Thaïlande
- Somchai (nom commun pour homme – signifiant littéralement « approprié pour un homme »), Somsri (nom commun, bien que quelque peu daté, pour femme), Sommai (noms communs des deux sexes), Nai-gor (นาย ก équivalent à « M. A »)[63]